# Karolina Wiśniewska (siatkarka)
Karolina Kwaśniewicz (Wiśniewska) (ur. 19 lipca 1984 w Gdańsku) – polska siatkarka grająca na pozycji środkowej, a wcześniej atakującej.

## Kariera sportowa
Była reprezentantka kraju, w barwach której rozegrała osiem spotkań. Wychowanka Gedanii Gdańsk. W 2011 roku zakończyła karierę sportową. Jej ostatnim klubem była Jedynka Aleksandrów Łódzki.

## Kluby
| Klub                       | Lata gry  |
| -------------------------- | --------- |
| Gedania Gdańsk             | 1996−2006 |
| AZS AWF Poznań             | 2006−2008 |
| Organika Budowlani Łódź    | 2008−2009 |
| Jedynka Aleksandrów Łódzki | 2009−2011 |

## Osiągnięcia

### Klubowe
- 2009 - awans do PlusLigi Kobiet z Organiką Budowlanymi Łódź
- 2011 - awans do I ligi z Jedynką Aleksandrów Łódzki

### Młodzieżowe
- 1999 –  Mistrzostwo Polski młodziczek
- 2001 –  Brązowy medal mistrzostw Polski juniorek
- 2001 –  Brązowy medal mistrzostw Polski kadetek
- 2002 –  Wicemistrzostwo Polski juniorek
- 2003 –  Mistrzostwo Polski juniorek[5]